# (30830) Jahn
(30830) Jahn ist ein Asteroid des Hauptgürtels, der am 14. Oktober 1990 von den deutschen Astronomen Freimut Börngen und Lutz D. Schmadel an der Thüringer Landessternwarte Tautenburg (IAU-Code 033) in Thüringen entdeckt wurde.
Der Asteroid wurde am 27. April 2002 nach dem deutschen Pädagogen Friedrich Ludwig Jahn (1778–1852) benannt, der die sogenannte deutsche Turnbewegung initiierte und deshalb auch als Turnvater Jahn bezeichnet wird.